# Saison 3 des Demoiselles du téléphone
 (janvier 2018).
Si vous disposez d'ouvrages ou d'articles de référence ou si vous connaissez des sites web de qualité traitant du thème abordé ici, merci de compléter l'article en donnant les références utiles à sa vérifiabilité et en les liant à la section « Notes et références ».
Chronologie
Saison 2 Saison 4
Cet article présente le guide des épisodes de la troisième saison de la série télévisée espagnole Les Demoiselles du téléphone (Las chicas del Cable).

## Synopsis
En 1928, une entreprise moderne de télécommunications fait ses débuts à Madrid. La série raconte le tournant que prend la vie de quatre jeunes femmes quand elles commencent à travailler dans cette entreprise. Les quatre femmes sont toujours liées à leurs familles, leurs couples ou leurs souvenirs.

## Distribution

### Acteurs principaux
- Blanca Suárez (VF : Véronique Desmadryl) : Alba Romero Méndez / Lidia Aguilar Dávila
- Yon González (VF : Yann Guillemot) : Francisco Gómez
- Ana Fernández (VF : Magali Rosenzweig) : Carlota Rodríguez de Senillosa
- Maggie Civantos (VF : Peggy Martineau) : Ángeles Vidal
- Nadia de Santiago (VF : Margaux Maillet) : María Inmaculada « Marga » Suárez
- Martiño Rivas (VF : Pascal Nowak) : Carlos Cifuentes

### Acteurs récurrents
- Ana María Polvorosa (VF : Nathalie Kanoui) : Sara Millán
- Sergio Mur (VF : Jean-Marco Montalto) : Mario
- Borja Luna (VF : Stéphane Ronchewski) : Miguel Pascual
- Nico Romero (es) (VF : Guillaume Beaujolais) : Pablo Santos
- Iria Del Río (VF : Claire Morin) : Carolina
- Ángela Cremonte (VF : Laëtitia Godès) : Elisa Cifuentes
- Carlos Kaniowsky (VF : Benoît Allemane) : Inspector Beltrán
- Concha Velasco (VF : Marie-Martine) : Doña Carmen de Cifuentes

## Épisodes
- Épisode 1 : Lidia se remet de ses blessures et accouche d'une petite fille. Carlos et Lidia décident de se marier mais le jour de la célébration à l'église, cette dernière brûle. Tout le monde est soigné à l'hôpital sauf le père de Carlota, Elisa et d'autres personnes qui sont mortes et Eva, la fille de Carlos et Lidia est aussi portée pour morte.
- Épisode 2 : Lidia est persuadée que sa fille n'est pas morte car elle a trouvé sa couverture derrière l'église. Avec l'aide de ses amies, elle trouve l'adresse de personnes avec qui fait affaire Carmen car Lidia est persuadée que c'est elle qui l'a enlevée. Angéles est quant à elle infiltrée pour la police dans un réseau de mafieux afin de s’acquitter de son crime.
- Épisode 3 : Les gens qui font affaire avec Carmen n'ont pas enlevé Eva et la femme consent même à donner des informations à Lidia. Lidia va donc voir Uribe afin qu'il lui explique pourquoi il soudoyait un homme. On découvre alors qu'Uribe achetait son silence car il avait découvert son autre mariage en Argentine mais qu'à l'église il l'avait accidentellement tué. Lidia pense alors que Carmen a brûlé l'église pour que personne ne le sache et que c'est donc sa faute.
- Épisode 4 : Lidia et Francisco se rendent dans un orphelinat appartenant aux sœurs. Ils mettent à exécution leur plan et Lidia entend les pleurs d'un bébé, sans se douter qu'il s'agit de sa fille. Ils partent pour ne pas se faire découvrir. Le policier Cristobal tue Alpache pour gagner la confiance de Pedro. Carlota a de plus en plus d'influence puisqu'elle communique ses idées dans la radio de Carlos, sous le nom d'Athéna. Mais elle sera vite démasquée à cause d'une ancienne membre de Violette. Pablo reprend son travail en prenant la place de Julio. Mais Marga ne le sait pas et séduit son "Pablo" grâce au livre que lui a confié Angeles. Carmen sait que Lidia a volé le dossier de Myriam son bras droit, elle paye la caution de Uribe. Dès lors, Lidia ordonne à Pedro de tuer Carmen. Uribe surprend la conversation de Carmen et comprend qu'il a été trompé. Il se fait tuer dans un hold up alors qu'il voulait dire ce qu'il avait entendu à Lidia. Sa fille est en vie et seul Carmen sait où elle est (au couvent). Mais Lidia comprend qu'elle a fait une erreur, elle doit sauver Carmen pour retrouver sa fille. Mais Pedro a déjà donné l'ordre. À la fin de l'épisode, on voit Elisa qui s'occupe d'Eva dans le couvent.
- Épisode 5 : Carmen se retrouve à l’hôpital, mais des inspecteurs déclarent que l'accident était prémédité. Carlos demande si Lidia est fautive, elle ne nie pas. C'est fini pour leur histoire. Elisa se rend à l’hôpital pour voir sa mère, mais se cache sous le déguisement d'une sœur pieuse. Elle voit son frère et dans un journal la mort de son mari. Elle s'est fait berner tout le long par sa mère, qui lui a menti. Elle sait qu'elle est piégée au couvent. Marga dévoile le vrai Pablo au travail, et apprend qu'elle lui a été infidèle. Francisco se rapproche de Perla et commence éprouver des sentiments. Carlota est menacée, et accepte d'en savoir plus sur ses détracteurs à un rendez-vous. Carmen ordonne la mort de Lidia.
- Épisode 6 : Guzman menace de tuer Angeles mais elle conclut avec lui un accord : livrer Cuevas. Une sœur tente de contacter Lidia pour lui avouer où est sa fille mais elle se fait surprendre. Carlota a failli se faire violer car on l'a piégée, elle demande à Lucia de faire à la manière forte. La femme d'Uribe réclame l'héritage de la compagnie pour son fils. Angeles se confie à Lidia et lui raconte que Pedro Guzman va tuer son amant, elle l'aide et règle tout. Lidia sait que tout n'est pas une coïncidence, elle demande l'aide de ses amies et de Francisco, mais celui-ci refuse. Elle est donc déterminée à retrouver sa fille sans lui. Mais trop tard, Carmen et Elisa partent du couvent avec le bébé. Elisa écoute aux portes de l'hôtel. Carmen est l'unique responsable de la mort de son mari et veut la mort de Lidia. Carlota livre à la radio que son combat est loin d’être terminé. Lidia se rend dans sa chambre et elle est menacée par un homme avec un pistolet. Elle comprend qu'on va faire passer son meurtre pour un suicide.
- Épisode 7 : Elisa veut s'échapper mais Myriam l'en empêche. Lidia détourne l'assassin et Elisa arrive devant elle. Lidia va dénoncer sa belle-mère devant le roi. Mais on l'a devancé, Lucia et ses amis veulent l'abdication du roi sinon ils vont faire couler le sang de toutes les personnes de la compagnie. Carlota se range de leur côté pour sauver ses amis. Carmen avoue tout à son fils. Ils savent que leur fille va partir avec Miriam à 14h, ils peuvent empêcher cela.
- Épisode 8 : Carmen ment à Lidia en lui disant qu’Eva prend un train direction Porto. Lidia réussi à s’échapper de la prise d’otage grâce à l’aide d’Angeles. Elle se rend à la gare et comprend le mensonge. Angeles apprend que Cuevas est marié. Pablo entre dans le bâtiment à la place de Julio et apprend que Marga a eu une relation intime avec celui-ci. Francisco arrive à faire entrer la police dans le bâtiment sauf que le frère de Lucia enclenche les bombes. Tout le monde est libéré. Sara et Carlota sont enfermées dans une salle avec une bombe à 2 cm d’elles. Lidia entre à nouveau dans le bâtiment et prend en « otage » Carmen, sous la menace de l’explosion du bâtiment, pour savoir où se trouve sa fille. Carmen fini par avouer où se trouve Eva. Lidia et Carmen réussissent à sortir par la trappe. Francisco et Lidia récupèrent Eva. Francisco est blessé par balle.